# Sylvain Marveaux
Sylvain Marveaux (ur. 15 kwietnia 1986 w Vannes) – francuski piłkarz martynikańskiego pochodzenia występujący na pozycji pomocnika we francuskim klubie FC Lorient. Wychowanek Stade Rennais, w swojej karierze grał także w takich zespołach jak Newcastle United oraz Guingamp. Były reprezentant Francji do lat 21.

## Statystyki kariery
(aktualne na dzień 18 lipca 2016)
| Klub               | Sezon              | Liga               | Liga  | Liga   | Puchary krajowe | Puchary krajowe | Europa | Europa | Suma  | Suma   |
| Klub               | Sezon              | Liga               | Mecze | Bramki | Mecze           | Bramki          | Mecze  | Bramki | Mecze | Bramki |
| ------------------ | ------------------ | ------------------ | ----- | ------ | --------------- | --------------- | ------ | ------ | ----- | ------ |
| Stade Rennais      | 2006/07            | Ligue 1            | 28    | 5      | 4               | 1               | –      | –      | 32    | 6      |
| Stade Rennais      | 2007/08            | Ligue 1            | 24    | 0      | 3               | 0               | 5      | 1      | 32    | 1      |
| Stade Rennais      | 2008/09            | Ligue 1            | 5     | 0      | 0               | 0               | 3      | 0      | 8     | 0      |
| Stade Rennais      | 2009/10            | Ligue 1            | 35    | 10     | 3               | 2               | –      | –      | 38    | 12     |
| Stade Rennais      | 2010/11            | Ligue 1            | 10    | 1      | 0               | 0               | –      | –      | 10    | 1      |
| Newcastle United   | 2011/12            | Premier League     | 7     | 0      | 3               | 0               | –      | –      | 10    | 0      |
| Newcastle United   | 2012/13            | Premier League     | 22    | 1      | 2               | 0               | 12     | 1      | 36    | 2      |
| Newcastle United   | 2013/14            | Premier League     | 9     | 0      | 2               | 0               | –      | –      | 11    | 0      |
| Guingamp (wyp.)    | 2014/15            | Ligue 1            | 24    | 1      | 3               | 0               | 6      | 2      | 33    | 3      |
| Newcastle United   | 2015/16            | Premier League     | 0     | 0      | 0               | 0               | –      | –      | 0     | 0      |
| FC Lorient         | 2016/17            | Ligue 1            | 0     | 0      | 0               | 0               | –      | –      | 0     | 0      |
| Ogólnie w karierze | Ogólnie w karierze | Ogólnie w karierze | 164   | 18     | 20              | 3               | 26     | 4      | 210   | 25     |